# 文肇祉
文肇祉（1519年—1587年），本名元肇，字基聖，號雁峰，南直隸蘇州府長洲縣人，明朝政治人物。
文彭之子，文徵明之孫。久試不中，後官上林苑錄事。詩文草隸，彷彿其父文彭。萬曆十五年（1587年）卒，得年六十九。有《文錄事詩集》，並輯有《文氏五家集》。